# Haus Drogerie Jaggi

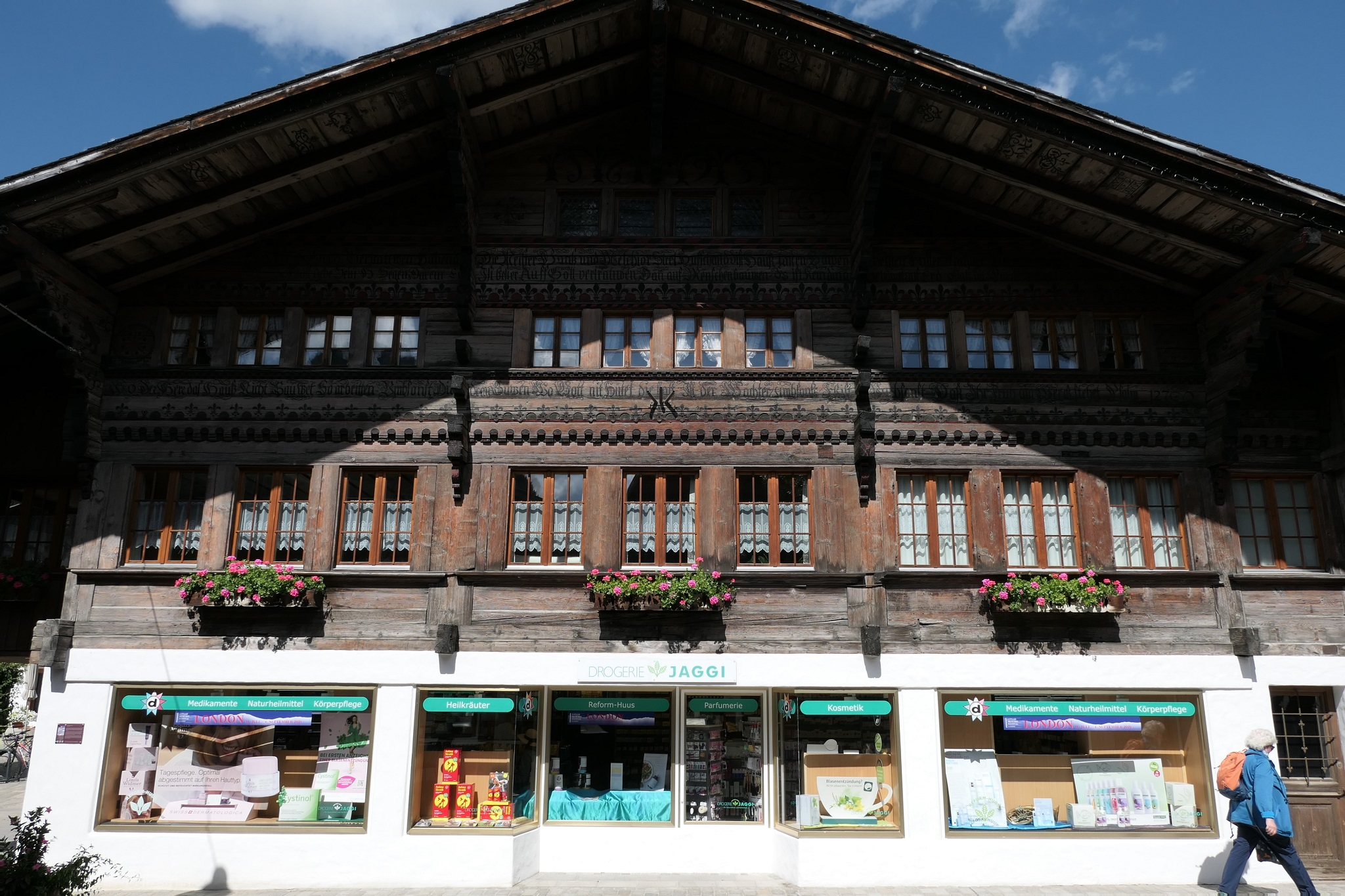
Ansicht der Hauptfassade

Das Haus Drogerie Jaggi im Dorf Saanen des Kantons Bern in der Schweiz ist ein denkmalgeschütztes Wohn- und Geschäftshaus aus dem Jahr 1693. Am historischen «Dorfrundgang» ist es das erste Bauwerk.

## Lage

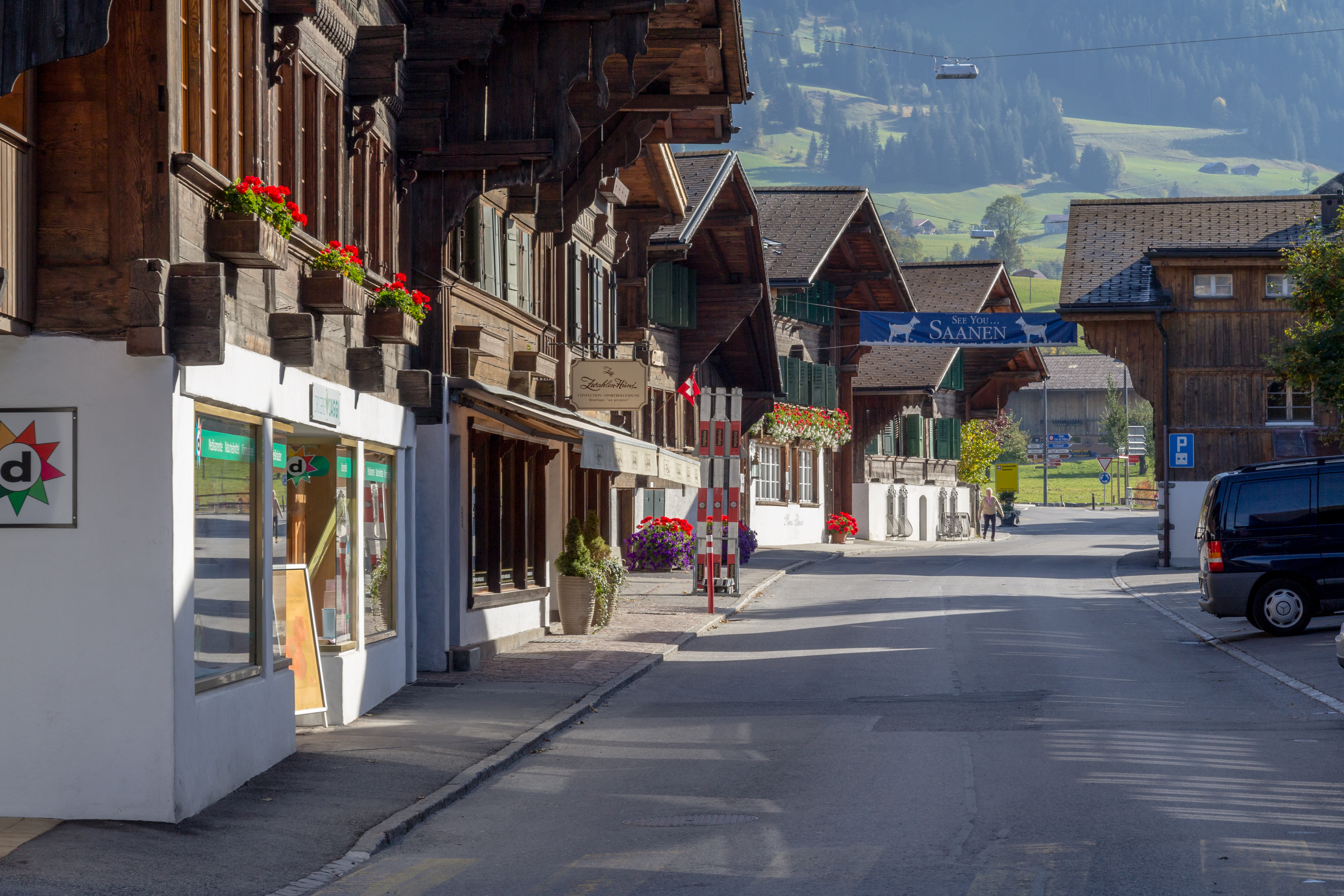
Dorfstrasse mit der Drogerie (links)

Das Gebäude liegt am Ostrand des zentralen Platzes im Dorf. In der östlichen Dorfstrasse, wo es mit der Nummer «54» ausgezeichnet ist, nimmt es eine bedeutende Stellung ein.

## Geschichte
Das Holzhaus in der Bauart der Simmentaler Bauernhäuser wurde 1693 von Zimmermeister Christen Tüller für die Hufschmiedemeister Hans und Melchior Strehl errichtet. Nahezu 230 Jahre diente das Erdgeschoss als Huf- und Waffenschmiede, Kram- und Hutladen sowie als Fuhrhalterei. Im Jahr 1932 wurde eine Drogerie eingerichtet, die 2021 noch besteht. Dokumente von 1693 und aus späteren Jahren sind noch vorhanden.
In das «Gemeinde-Bauinventar» wurde das Bauwerk 1991/1992 aufgenommen. Im «Bauinventar» der Denkmalpflege des Kantons Bern wurde das Bauwerk 2012 rechtswirksam als «schützenswert» ausgezeichnet. Kulturgüter-Objekte der «Kategorie C» wurden mit Stand August 2021 noch nicht veröffentlicht.

## Beschreibung
Das dreigeschossige Wohnhaus mit der ehemaligen Schmiede ist heute ein Wohn- und Geschäftshaus. Das Erdgeschoss ist in Mauerwerk ausgeführt. Die nahezu symmetrisch angelegte Hauptfassade ist nach Süden zur Dorfstrasse orientiert und zeigt elf Fensterachsen. Das Stubengeschoss mit drei Stuben über die Breite des Hauses ist in Ständerbauweise, Gaden- und Dachgeschoss sind in Blockbauweise ausgeführt. Im Gaden sind zwölf kleinere Fenster in drei Gruppen angeordnet. Die Fenster sind alle geteilt und haben keine Läden. Der Giebel weist vier weitere Fenster mit Butzenscheiben auf. Die Geschosse kragen jeweils leicht vor.

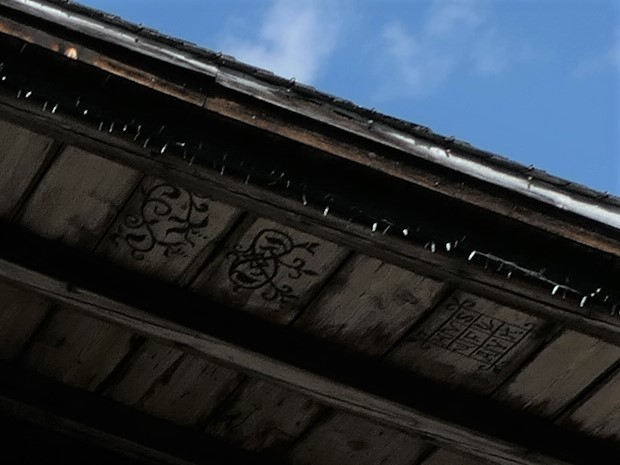
Magisches Quadrat am Dach

Die fünf Blockkonsolen sind konturiert. Die Fassade ist mit reicher Dekorationsschnitzerei verziert. Zwischen den beiden Konsolenfriesen liegt die durchgehende Fensterbank des Gadens mit feingeschnitztem Fries. Ergänzt wird die Dekoration durch gemalte Lilien in schwarzer Farbe, die über den Fenster des Gadens weit grösser ausgeführt sind, als darunter. Die Untersicht des vorragenden Daches ist mit gemalten Rankenwerk verziert. Das magische Zahlenquadrat an der Ostseite ist im Saanenland einzigartig. Es wurde zum Schutz des Hauses vor Gefahren, wie Feuer und Unwetter aufgemalt.
Die Inschrift in gemalter Fraktur im Giebel wird am Gadengeschoss fortgesetzt und nennt nach dem Baujahr, das Bauherrenpaar und den Baumeister. Sie endet mit einem Sinnspruch:
Uff Gotteß Vertrauwen habend Die Meister Hanß und Melchior Strel Hufschmid diß Hauß laßen Bauwen

Christen Thüller Zimmermeister gsein Gott gebe sein H Segen Darein Eß Jst beßer Auf Gott vertrauwen Dan auf Menschen bauwen Es ist kein ding Gebuwet auf Erd, Waß nit Durch Jemand Tadlet werd

Wo der Herr das Hauß Nicht bauwet So arbeitten Umbsonst Die dran Buwen Wo Gott nit Hütet die statt Jst der Wächter umbsonst Eß ist Umbsonst Daß Jhr Früh ans Werck stehet Psalm 127 Gott allein die ehr

## Tourismus
Am historischen «Dorfrundgang» mit 27 Bauwerken ist das «Haus Drogerie Jaggi» mit der Nummer «2» ausgewiesen. Die dreisprachige Informationstafel zeigt drei QR-Codes für Audioguides in deutscher, englischer und französischer Sprache.